# Horn-effect
Een horn-effect is de neiging om een persoon (of organisatie, product, etc.) negatief te beoordelen, gebaseerd op één negatief aspect. Met andere woorden: het verschijnsel waarbij het oordeel van de waarnemer over een persoon negatief wordt beïnvloed door de aanwezigheid van een (voor de waarnemer) ongunstig aspect bij deze persoon, ook bij de waarneming van mensen zal de context een grote rol spelen. De term is afgeleid van het Engelse woord "horn", dat hoorn betekent en in dit geval de tegenhanger van de aureool, de duivelshoorn.
Het tegenovergestelde van het horn-effect wordt het halo-effect genoemd.